# Église Saint-Maurice de Darnets
L'église Saint-Maurice est une église catholique située à Darnets, en France.

## Localisation
L'église est située dans le département français de la Corrèze, sur la commune de Darnets.

## Historique
L'édifice est classé au titre des monuments historiques en 1923.